# 報國寺 (鎌倉市)

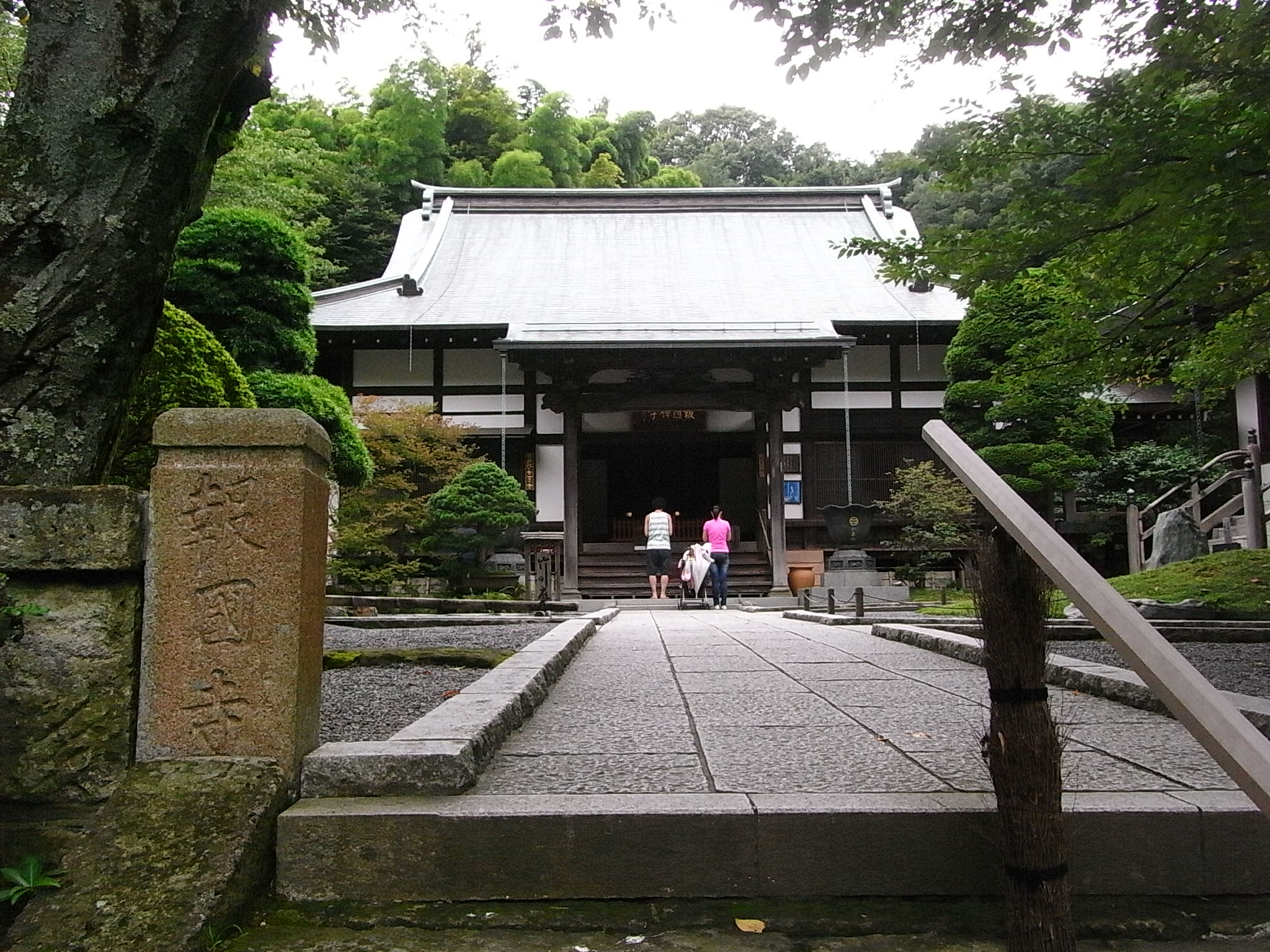
報國寺本堂

報國寺（日语：報国寺、ほうこくじ）是位於日本神奈川縣浄明寺二丁目大町的一座臨濟宗建長寺派佛寺。寺廟的正式名稱是功臣山報國建忠禪寺，本尊是華嚴三聖。佛寺境内有一竹林，種植了約2000株孟宗竹，是著名的觀光景點，因此又有竹寺的別稱。

## 外部連結
- 功臣山報国寺 （页面存档备份，存于）
- 報国寺（竹寺）の歴史 （页面存档备份，存于） - 北道倶楽部
- 報国寺 （页面存档备份，存于） - 鎌倉ぶらぶら